# Demonax flavescens
Demonax flavescens är en skalbaggsart som beskrevs av Dauber 2006. Demonax flavescens ingår i släktet Demonax och familjen långhorningar. Inga underarter finns listade i Catalogue of Life.